# 朱启钤

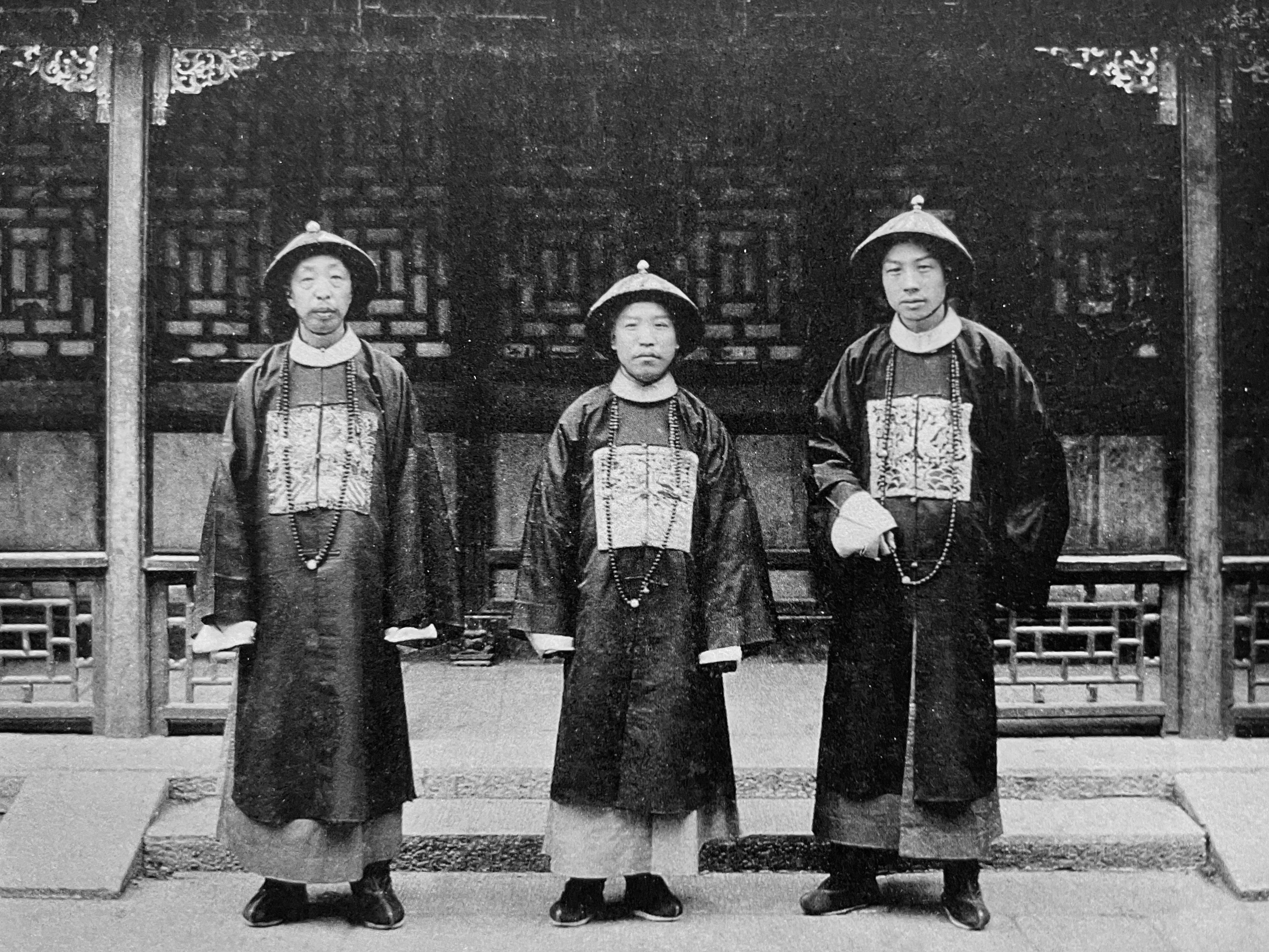
1903年，直隶总督袁世凱（中）察看京師大學堂譯學館，與該館監督朱啓鈐（右）、管學大臣張百熙（左）合影。

朱啟鈐（1871年11月22日—1964年2月26日），字桂莘、桂辛，號蠖園，晚號蠖公，祖籍貴州紫江（今開陽縣），生於河南信阳，近代中國政治人物、实业家、古建筑學家。

## 生平

### 清朝
朱启钤是光绪朝舉人。光緒十七年（1891年），捐納得候補經歷，進入四川鹽務局當差。
二十二年（1896年），供職四川灌口修鑿雲陽大蕩子灘工程。之後捐得江蘇試用知縣。二十九年（1903年）3月，他任京师大学堂译学馆工程提調及监督:85。
三十一年（1905年）出任天津罪犯習藝所監督。
後以道員候補。三十二年（1906年），出任民政部京師內城巡警總廳廳丞，不久後調任外城巡警總廳廳丞。
三十三年（1907年）出任東三省蒙務局督辦。三十四年（1908年），前往調查蒙疆。任内曾赴日本北海道考察開墾事業。後升候補三品京堂。
宣統二年（1910年），授郵傳部丞，兼充津浦鐵路北段總局總辦。三年（1911年），署理吉林民政使。

### 民國
1912年（民国元年）7月起，朱启钤歷任北京政府陸徵祥内閣、趙秉鈞内閣交通總長:86。1913年7月3日，國務總理趙秉鈞因為宋教仁遇剌事件下台，朱启钤以內務總長之順位代理国務總理，代理兩天後把位子交給新國務總理熊希齡:86。在政治上他屬於梁士詒領導的政治派系交通系。9月，任熊希齡内閣内務總長:86，兼任京都市政督辦等職務。1915年（民国四年）袁世凱稱帝，朱启钤為主要策劃人之一。他決定支持袁世凱稱帝:86，12月1日成為「大典籌備處」處長。

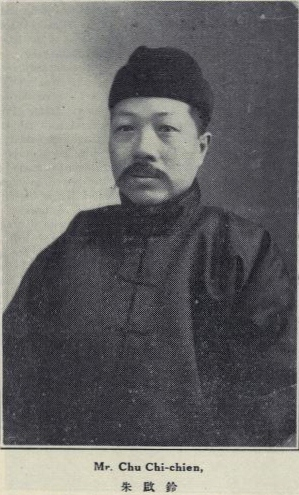

朱啟鈐愛好建築和交通，負責重建北京市很多重要建築物，包括天安門廣場和中南海大門等保存至今之超級建築；他還參與創建中國最早之警察、最早之公園、最早之博物館等，是中國社會現代化先驅:86。1914年他主持创建中国第一个公园：北京中央公园（今北京中山公园），创建中国第一所博物馆：故宫古物陈列所（后并入故宫博物院）。1915年他主持拆正阳门瓮城。
1916年6月，隨著袁世凱迅速滅亡，朱啟鈐成為助袁世凱稱帝之「四凶」之一，被新大總統黎元洪下令通缉，朱啟鈐政治生命從此走下坡路:87。朱啟鈐逃到天津英租界。1917年参与经营中兴煤矿股份有限公司和中興輪船公司。1918年（民国七年）3月，朱啟鈐被代理大總統馮國璋赦免:87，遂于4月回到北京。8月22日，朱啟鈐當選安福國會参議院副議長。後來發起國人開發北戴河等工程。翌年2月南北和談時，朱啟鈐任北京政府方面總代表，在上海同南方政府代表唐紹儀交涉。5月和談破裂後，他再到天津隠居。此後，朱啟鈐在實業界活動，開辦山東中興輪船公司和煤礦公司總經理:87。

1930年，朱启钤創辦研究中國古代建筑的學術機構——中國營造學社，並任社長。學社中堅為建築學家梁思成和林徽因夫婦:87。同年，他被张学良委任为北平市长（未就任）。日本侵華，朱启钤拒絕出面主政，直至日本人投降:87。他留在中國大陸:87。
1949年後，曾任全国政协委员。1962年被国务院总理周恩来接见。1964年2月26日病逝于北京，享年93岁。

## 家族
- 外祖父傅青余。
- 父朱梓臬，母傅太夫人。

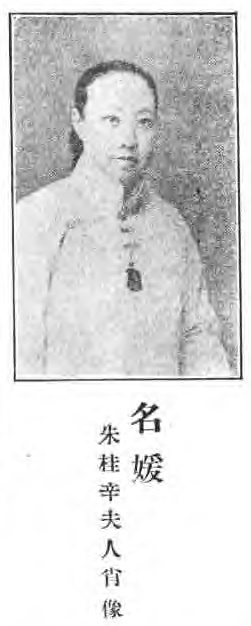
朱桂辛夫人肖像

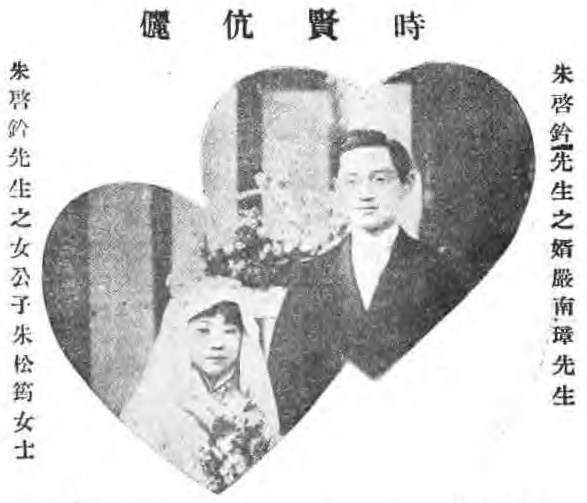
朱啟鈐之女公子朱松筠及婿嚴南璋

- 姨夫是清朝军机大臣瞿鸿禨[1]:85。姨母傅氏。
- 义父为徐世昌。
- 岳父于森圃。
- 妻于氏。
- 其長子朱沛曾任津浦鐵路賑房總管、總務處處長和交通銀行董事。
- 其次子朱海北曾在張學良團部任少尉副官，後從商。
- 其长女朱湘筠嫁中华民国临时参议员，交通银行股份董事之子孟重远。
- 其二女朱淇筠嫁周恩來在南開中學的同學章以吳，是外交家章文晋的母亲。
- 其三女朱松筠嫁福建人嚴南璋，濮伯欣曾有一打油詩：欲把東亞變西歐，到處聞人說自由。一輛汽車燈市口，朱三小姐出風頭。朱三小姐指的就是朱松筠。
- 其四女朱津筠嫁張學良的副官吳敬安，後夫婦與九妹朱洪筠於1948年中航機從上海到香港航班中空難身亡。
- 其五女朱湄筠是張學良親信朱光沐的妻子，其女秦羽畢業香港大學，為六十年代編劇，後移民加拿大。馬君武曾有一打油詩：趙四風流朱五狂。朱五指的就是朱湄筠。
- 其六女朱洛筠嫁給张作霖次子张学铭[1]:87。
- 其七女朱浦筠、八女朱沚筠早夭。
- 其九女朱洪筠是吴俊升的儿子吴泰勋的妻子，後於1948年中航機從上海到香港航班中空難身亡。
- 其十女朱沅筠是臺灣榮民總醫院院長盧致德的妻子，朱沅筠在1981年曾捐贈其父委託郭葆昌監燒的「洪憲瓷」嫁妝給國立故宮博物院。
- 其孙朱文榘任天津市商会主席、全国工商联副主席；朱文相任中国戏曲学院教授、院长。
- 外孫章文晉是周恩來重點培養之外交官[1]:88。曾任中华人民共和国驻巴基斯坦、驻加拿大、驻美国大使。

## 著作
- 《中国营造学缘起》
- 《中国营造学开会演讲词》
- 《元大都宫苑图考》，朱启钤輯，闞鐸校注。
- 明 计成著 《园冶》重刊本，朱启钤序，闞鐸校注。
- 元薛京著 《梓人遗制》 朱启钤 刘敦桢校譯
- 《存素堂入藏图书河渠之部目录》
- 《哲匠录》 朱启钤 刘敦桢